# Chrysops pechumani
Chrysops pechumani är en tvåvingeart som beskrevs av Philip 1941. Chrysops pechumani ingår i släktet Chrysops och familjen bromsar. Inga underarter finns listade i Catalogue of Life.